# 瑟切萊
瑟切萊是羅馬尼亞的城市，位於該國中部，距離首府布拉索夫8公里，由布拉索夫縣負責管轄，面積261.51平方公里，海拔高度649米，2009年人口32,356，大多數居民信奉東正教。